# درم (مقاطعة)
 مقاطعة درم من المقاطعات الحضرية في شمال شرق إنجلترا. عاصمة المقاطعة هي مدينة دورهام. بينما أكبر مدن المقاطعة هي دارلنغتن. المقاطعة لها تراث صناعي واقتصادها اعتمد تاريخيا على استخراج الفحم والحديد. كما تعتبر مقصداً سياحياً.
المقاطعة لها حدود مع مقاطعات تاين ووير، وشمال يوركشير، وكمبريا ونورثمبرلاند وهي تشكل جزءاً من شمال شرق إنجلترا.

## أعلام
- غيرترود بيل
- يوحنا إدغار
- إرميا ديكسون
- تريفور أتكينسون
- هكتور جيلفيلان
- آن إيزابلا ملبانك
- ريتشارد نيفيل
- موريس ماسون
- بوبي روبسون
- توماس رايت